# 国立極地研究所
国立極地研究所（こくりつきょくちけんきゅうしょ、英称：National Institute of Polar Research）は、大学共同利用機関法人情報・システム研究機構を構成する大学共同利用機関。南極、北極及びその周辺地域（極地、南極圏や北極圏）に関して、物理学や生物学など様々な科学的観点から観測、実験、総合研究を行っている。
総合研究大学院大学から大学院生を受け入れている。
顧問として大村纂、平澤威男、平山善吉および星合孝男を委嘱する。

## 沿革
- 1961年 日本学術会議が極地研究所の設置を政府に勧告。
- 1962年 国立科学博物館に極地学課を設置。
- 1965年 極地学課が極地部に改組。
- 1966年 極地部を極地研究部に改組。
- 1970年
  - 極地研究部を極地研究センターに改組。
  - 上野地区から板橋区の旧陸軍東京第二造兵廠跡に移転。
- 1973年9月29日 国立極地研究所が創設される。
- 1990年6月 北極圏環境研究センターを設置する[5]。
- 1991年 ニーオルスン基地を開設する[5]。
- 1992年　国際北極科学委員会（IASC）（英語）に加盟する[5]。
- 1996年4月　欧州非干渉散乱レーダ（EISCAT）（英語）に加盟する[5]。
- 2004年 大学共同利用機関法人情報・システム研究機構の構成機関となる。北極観測センターを改組。
- 2009年
  - 5月1日 東京都立川市に移転（国文学研究資料館と同じ建物に入居）。
  - 7月24日 高円宮妃久子臨席の下、国内外研究者・専門家、立川市関係者等を迎えて移転記念式典挙行。
- 2010年
  - 5月31日 Akaike Guest House（赤池ゲストハウス）開所（情報・システム研究機構共通の施設。6月1日使用開始）。
  - 7月1日  同じ建物に入居している統計数理研究所と管理部の事務を統合。「国立極地研究所・統計数理研究所統合事務部共通事務センター」発足。
  - 7月24日 南極・北極科学館開館。
- 2014年7月23日 所蔵する雪上車「KD604」が日本機械学会によって機械遺産に認定される[6]。
- 2015年4月 国際北極環境研究センターへ改組される[5]。
  - EISCAT_3D整備計画が始まる[7]。
  - 北極科学サミット週間（ASSW）2015を富山で開催する[5]。
  - 北極域研究推進プロジェクト（ArCS）を9月に開始する[5]。
- 2016年4月 北極域研究共同推進拠点（J-ARC Net）の運用を開始する[8][5]。
- 2017年1月 昭和基地開設60周年の記念事業を開催する[5]。
- 2018年12月17日 成蹊学園と持続可能な開発のための教育（ESD）推進で包括連携協定[9]。

## 施設
- 総合研究棟（国文学研究資料館（建物東半分）・統計数理研究所（建物西半分北側）と同じ建物。西半分南側を使用）
- 極地観測棟（総合研究棟南側にある。別棟になっており、総合研究棟とは両棟3階間の渡り廊下で繋がっている）
- 南極・北極科学館（別棟。国文学研究資料館の南側に隣接、極地観測棟東側）
- Akaike Guest House（赤池ゲストハウス）（情報・システム研究機構の共同研究者等のための長期滞在型施設、極地観測棟南側）
- 河口湖・大石研修施設（山梨県南都留郡富士河口湖町大石。廃止）

## 南極・北極科学館

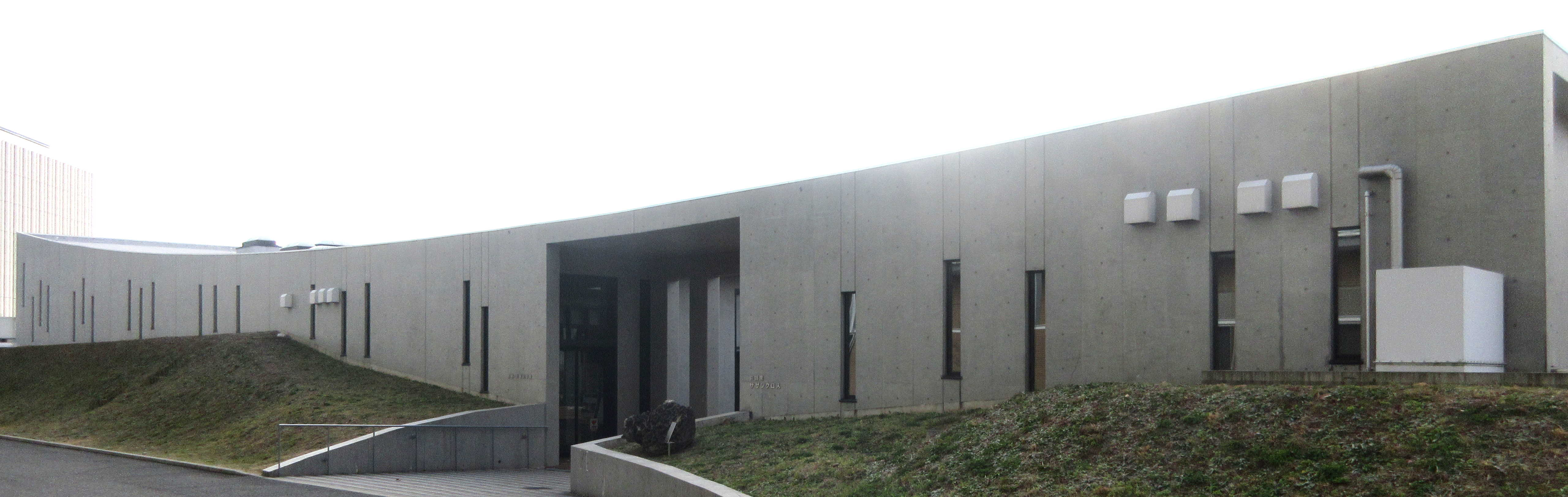
科学館は建物の左側

立川移転時より一部の資料や標本、出版物等を総合研究棟入口に展示し、昭和基地からの映像を放映するなど簡単な情報コーナーを設け、また定期的に研究所の一般公開も行っていたが、2010年7月24日、極地研究・観測の情報発信拠点施設として新たに「国立極地研究所南極・北極科学館」を開設した。
- 開館日　火曜日 - 土曜日
- 開館時間　10:00 - 17:00（最終入館16:30）
- 休館日　月曜日・日曜日・祝日・12月28日 - 1月4日
- 入場料　無料

## 不祥事

### 旅費不正
2019年12月、所属する研究員による公的研究費の不正使用が発覚した。内容は旅費の水増しや学会参加費等のカラ出張により、科研費等約132万円が不正に使用されたというものである。また、領収証の偽造や復命書の虚偽報告も行われたため、当該研究員は懲戒解雇処分とされた。
なお、当該不正調査委員会は「当該教員は事実確認作業の途中で体調不良となったため、調査結果を踏まえた聴取は行うことができず、動機、背景の解明には至らなかった。」としており、不正の動機や背景の解明には至っていない。

## 所在地・交通アクセス
- 東京都立川市緑町10番地の3
  - 多摩都市モノレール高松駅から徒歩7分。
  - JR中央線立川駅から徒歩20分。
  - 立川バス立川学術プラザ停留所下車徒歩0分、泉町住宅モノレール本社停留所・裁判所前停留所・立川市役所停留所下車徒歩3分。